# Konrad Mannert
Konrad Mannert (né le 17 avril 1756 à Altdorf bei Nürnberg, en Bavière – mort le 27 septembre 1834 à Munich) est un historien et géographe allemand spécialiste notamment de l'histoire antique et médiévale de la Bavière.

## Biographie
Konrad Mannert naît près de Nuremberg, dans la petite ville d'Altdorf où il fait ses études. En 1784, il devient à Nuremberg, professeur à l'école St. Sebald (Sebaldusschule) puis, professeur à l'Ägidiusgymnasium en 1788. Toujours à Nuremberg, il est à partir de 1796 professeur d'histoire à l'université d'Altdorf puis, en 1805, professeur à l'université de Wurtzbourg. En 1807, il devient à Landshut professeur à l'université Louis-et-Maximilien puis, à partir de 1826, professeur à la même université relocalisée à Munich.
En 1827, Konrad Mannert devient membre de l'Académie bavaroise des sciences.
Il meurt à Munich en 1834, à l'âge de 78 ans.

## Ouvrages
- Kompendium der deutschen Reichsgeschichte, Nuremberg, 1803. (Compendium de l'histoire de l'Empire germanique).
- Älteste Geschichte Bojariens, Sulzbach, 1807. (Histoire ancienne des Bavarois).
- Kaiser Ludwig IV., Landshut, 1812. (Histoire de l'empereur des Romains Louis IV).
- Geographie der Griechen und Römer, Nuremberg, 1795–1825, 10 volumes. (Géographie des Grecs et des Romains).
  - Traduction française : Géographie ancienne des États barbaresques, d'après l'allemand de Mannert, par MM. L. Marcus et Duesberg. Librairie encyclopédique Roret, Paris, 1842.
- Tabula Peutingeriana, Munich, 1824. (cf. Tabula Peutingeriana).
- Geschichte Bayerns, Leipzig, 1826, 2 volumes. (Histoire de la Bavière).
- Geschichte der alten Deutschen, besonders der Franken, Stuttgart, 1829–1832, 2 volumes. (Histoire des Germains, principalement des Francs).